# Gahinga
Der Gahinga (auch als Mgahinga bezeichnet) ist ein Berg in Uganda und der kleinste der Vulkane in der Virunga-Kette. Der Gipfelbereich ist durch einen großen Krater gekennzeichnet, in dem sich eine afro-alpine Sumpflandschaft gebildet hat. Der Gipfel liegt auf der Grenze zwischen Ruanda und Uganda. 
Er war im Dezember 2005 nur aus Uganda (Mgahinga-Gorilla-Nationalpark) zu besteigen. Der Aufstieg dauerte ca. drei Stunden und konnte nur in Begleitung von zugelassenen Führern durchgeführt werden. Der Aufstieg führt zuerst über ein offenes, sehr fruchtbares Lavagebiet, dann in einen Bambuswald und geht dann in die typische afro-alpine Floralandschaft über, die bis zum Kraterrand reicht.